# Cyema
Cyema is een monotypisch geslacht van de familie van zwarte diepzeealen (Cyematidae) en kent 1 soort.

## Taxonomie
Het geslacht kent de volgende soort:
- Cyema atrum - Günther, 1878[1]